# Golden Horn
Golden Horn è un album di Ray Anthony, pubblicato dalla Capitol Records nel 1955.
I brani contenuti nel disco furono pubblicati anche in tre EP (mini album), sempre nel 1955 con i seguenti codici: EAP-1-563, EAP-2-563 e EAP-3-563.

## Tracce
Lato A
1. Golden Horn – 2:48 (Ray Anthony, George Williams) – Registrato il 26 settembre 1953 al Capitol Studios di Hollywood, California
2. Amor – 2:29 (Gabriel Ruiz) – Registrato il 3 luglio 1954 a New York City, New York
3. It Ain't Necessarily So – 2:29 (George Gershwin, Ira Gershwin) – Registrato il 26 settembre 1953 al Capitol Studios di Hollywood, California
4. A Trumpeter's Lullaby – 2:55 (Leroy Anderson) – Registrato il 3 luglio 1954 a New York City, New York
5. Trumpet Sorrento – 3:01 (Ernesto De Curtis, adattamento di Ray Anthony) – Registrato il 26 settembre 1953 al Capitol Studios di Hollywood, California
6. Taking a Chance on Love – 2:39 (Vernon Duke, John Latouche, Ted Fetter) – Registrato il 3 luglio 1954 a New York City, New York

Durata totale: 16:21
Lato B
1. Skylark – 3:03 (Hoagy Carmichael, Johnny Mercer) – Registrato il 2 novembre 1954 al Capitol Studios a Hollywood, California
2. Holiday for Strings – 2:00 (David Rose) – Registrato il 2 novembre 1954 al Capitol Studios a Hollywood, California
3. Tango La Paloma – 2:27 (Sebastián Yradier, adattamento di Ray Anthony) – Registrato il 26 settembre 1953 al Capitol Studios di Hollywood, California
4. Jeepers Creepers – 2:24 (Harry Warren, Johnny Mercer) – Registrato il 2 novembre 1954 al Capitol Studios a Hollywood, California
5. The Brave Bulls – 2:44 (Bernardo Battista Monterde, Antonio Ortiz Calero) – Registrato il 2 novembre 1954 al Capitol Studios a Hollywood, California
6. The Birth of the Blues – 2:20 (Buddy DaSylva, Lew Brown, Ray Henderson) – Registrato il 3 luglio 1954 a New York City, New York

Durata totale: 14:58
EAP-1-563 (Golden Horn Part 1), pubblicato dalla Capitol Records nel 1955
Lato A
1. Golden Horn – 2:48 (Ray Anthony, George Williams) – Registrato il 26 settembre 1953 al Capitol Studios di Hollywood, California
2. Amor – 2:29 (Gabriel Ruiz) – Registrato il 3 luglio 1954 a New York City, New York

Lato B
1. The Birth of the Blues – 2:20 (Buddy DaSylva, Lew Brown, Ray Henderson) – Registrato il 3 luglio 1954 a New York City, New York
2. The Brave Bulls – 2:44 (Bernardo Battista Monterde, Antonio Ortiz Calero) – Registrato il 2 novembre 1954 al Capitol Studios a Hollywood, California

EAP-2-563 (Golden Horn Part 2), pubblicato dalla Capitol Records nel 1955
Lato A
1. It Ain't Necessarily So – 2:29 (George Gershwin, Ira Gershwin) – Registrato il 26 settembre 1953 al Capitol Studios di Hollywood, California
2. A Trumpeter's Lullaby – 2:55 (Leroy Anderson) – Registrato il 3 luglio 1954 a New York City, New York

Lato B
1. Tango La Paloma – 2:27 (Sebastián Yradier, adattamento di Ray Anthony) – Registrato il 26 settembre 1953 al Capitol Studios di Hollywood, California
2. Jeepers Creepers – 2:24 (Harry Warren, Johnny Mercer) – Registrato il 2 novembre 1954 al Capitol Studios a Hollywood, California

EAP-3-563 (Golden Horn Part 3), pubblicato dalla Capitol Records nel 1955
Lato A
1. Trumpet Sorrento – 3:01 (Ernesto De Curtis, adattamento di Ray Anthony) – Registrato il 26 settembre 1953 al Capitol Studios di Hollywood, California
2. Taking a Chance on Love – 2:39 (Vernon Duke, John Latouche, Ted Fetter) – Registrato il 3 luglio 1954 a New York City, New York

Lato B
1. Skylark – 3:03 (Hoagy Carmichael, Johnny Mercer) – Registrato il 2 novembre 1954 al Capitol Studios a Hollywood, California
2. Holiday for Strings – 2:02 (David Rose) – Registrato il 2 novembre 1954 al Capitol Studios a Hollywood, California

## Musicisti
Golden Horn, It Ain't Necessarily So, Trumpet Sorrento e Tango La Paloma
- Ray Anthony - tromba
- Jack Holman - tromba
- Warren Kime - tromba
- Jack Laubach - tromba
- Ray Triscari - tromba
- Phil Barron - trombone
- Sy Berger - trombone
- Dick Reynolds - trombone
- Ken Schrudder - trombone
- Earl Bergman - sassofono alto, clarinetto
- Jim Schneider - sassofono alto, clarinetto
- Bill Slapin - sassofono tenore
- Billy Usselton - sassofono tenore
- Leo Anthony - sassofono baritono
- Eddie Ryan - pianoforte
- Milt Norman - chitarra
- Don Simpson - contrabbasso
- Mel Lewis - batteria
- Sconosciuto - arrangiamenti

Amor, A Trumpeter's Lullaby, Taking a Chance on Love e The Birth of the Blues
- Ray Anthony - tromba
- Don Eisman - tromba
- Jack Laubach - tromba
- Rudy Scaffidi - tromba
- Ray Triscari - tromba
- Sy Berger - trombone
- Vince Forrest - trombone
- Dick Reynolds - trombone
- Ken Schrudder - trombone
- Earl Bergman - sassofono alto, clarinetto
- Marshall Royal - sassofono alto, clarinetto
- Jimmy Nuzzo - sassofono tenore
- Bill Slapin - sassofono tenore
- Leo Anthony - sassofono baritono
- Eddie Ryan - pianoforte
- George Barnes - chitarra
- Don Simpson - contrabbasso
- Mel Lewis - batteria
- Sconosciuto - arrangiamenti

Skylark, Holiday for Strings, Jeepers Creepers e The Brave Bulls
- Ray Anthony - tromba
- Don Eisman - tromba
- Jack Laubach - tromba
- Rudy Scaffidi - tromba
- Ray Triscari - tromba
- Sy Berger - trombone
- Dick Cavas - trombone
- Vince Forrest - trombone
- Dick Reynolds - trombone
- Earl Bergman - sassofono alto, clarinetto
- Jim Schneider - sassofono alto, clarinetto
- Joe Dee - sassofono tenore
- Jimmy Nuzzo - sassofono tenore
- Leo Anthony - sassofono baritono, sassofono alto
- Eddie Ryan - pianoforte
- Al Hendrickson - chitarra
- Don Simpson - contrabbasso
- John Perelli - batteria
- The Skyliners (gruppo vocale) - cori
- Sconosciuto - arrangiamenti